# Carcharodini
Carcharodini este un trib care conține specii de fluturi din familia Hesperiidae. Este împărțit în 30 de genuri.

## Genuri
| - Arteurotia - Bolla - Burca - Carcharodus - Conognathus - Cyclosemia - Fuscocimex - Gomalia - Gorgopas - Hesperopsis | - Iliana - Jera - Mictris - Mimia - Morvina - Muschampia - Myrinia - Nisoniades - Noctuana - Ocella | - Pachyneuria - Pellicia - Pholisora - Polyctor - Sophista - Spialia - Staphylus - Xispia - Viola - Windia |